# Вальдемар, принц Дании
Вальдемар (27 октября 1858, Копенгаген, Дания — 14 января 1939, там же) — принц Дании, член королевской Датской семьи, адмирал флота. Наследник греческого престола с 1863 по 1868 годы.

## Биография
Младший сын короля Дании Кристиана IX и его жены Луизы Гессен-Кассельской. Среди его братьев и сестёр были король Дании Фредерик VIII, король Греции Георг I, королева Великобритании Александра, российская императрица Мария Фёдоровна и принцесса Тира.
Во время Болгарского кризиса 1885-1887 годов был избран на болгарский престол, но отказался от избрания.
22 октября 1885 в Париже он женился на Марии Орлеанской (1865—1909), дочери Роберта, герцога Шартрского. У супругов было пять детей:
- Оге (1887—1940), женат морганатическим браком, получил титул графа Розенборг;
- Аксель (1888—1964), в 1919 женился на принцессе Маргарите Шведской;
- Эрик (1890—1950), женат морганатическим браком, получил титул графа Розенборг;
- Вигго (1893—1970), женат морганатическим браком, получил титул графа Розенборг;
- Маргрете (1895—1992), в 1921 вышла замуж за принца Рене Бурбон-Пармского.